# Karl Gustaf Sjöberg

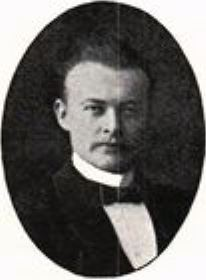
Karl Gustaf Sjöberg.

Karl Gustaf Sjöberg, född 8 oktober 1876 i Nederluleå församling, Norrbottens län, död 3 april 1931 i Falun, var en svensk ingenjör.
Sjöberg avlade mogenhetsexamen 1895 och utexaminerades från Kungliga Tekniska högskolan 1898. Han var anställd som provrumsingenjör vid Asea i Västerås 1898–1899, hos Ernst Danielson i Stockholm 1899–1900, konstruktör vid Asea i Västerås 1901, medarbetare i ingenjörsfirman David Bergman i Stockholm från 1902–1907, t.f. inspektör över elektriska anläggningar för belysning eller kraftöverföring 1903, extra lärare i elektroteknik vid Kungliga Tekniska högskolan från 1904, blev konstruktör vid Förenade Elektriska AB i Ludvika 1907 samt var överingenjör och teknisk chef där från 1908. När Asea 1916 övertog verksamheten i Ludvika, överflyttades Sjöberg till Västerås, där han även blev överingenjör och teknisk chef. Denna befattning innehade han till 1918, då han avgick för att ägna sig åt konsultativ verksamhet. År 1926 blev Sjöberg chef för kraftverken vid Stora Kopparbergs Bergslags AB i Falun, en befattning, som han innehade vid sin död.